# C.J. Watson
 Der er for få eller ingen kildehenvisninger i denne artikel, hvilket er et problem. Du kan hjælpe ved at angive troværdige kilder til de påstande, som fremføres i artiklen.

Charles Akeem Watson, Jr. (født 17. april 1984 i Las Vegas, Nevada) er en amerikansk basketball spiller, der i øjeblikket spiller for Indiana Pacers. På banen spiller han Point Guard.
| Basketballspiller | Spire Denne biografi om en basketballspiller er en spire som bør udbygges. Du er velkommen til at hjælpe Wikipedia ved at udvide den. |